# اشتراک سطح

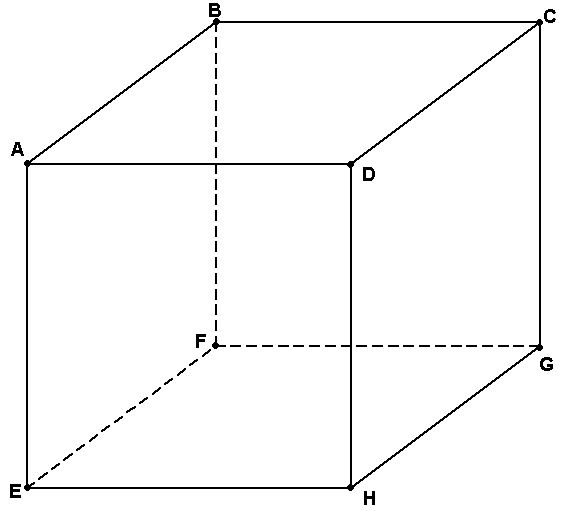
یک نمونه گراف مکعبی

در هندسه تحلیلی اشتراک سطح، همسطحی یا هم‌صفحه (انگلیسی: Coplanarity) به سطحی گفته می‌شود که بتوان صفحهٔ هندسی مشترکی بین آنها متصور شد. برای مثال، سه نقطه همیشه که همسطح هستند، اگر نقاط از هم متمایز و غیر خطی باشند، صفحه‌ای را که آن سه نقطه تعیین می‌کنند یک صفحهٔ منحصر به فرد است. با این حال، مجموعه‌ای از چهار یا چند نقطهٔ متمایز، به‌طور کلی، در یک صفحه قرار نمی‌گیرند.
دو خط در فضای سه‌بعدی اگر صفحه‌ای وجود داشته باشد که هر دوی آنها را شامل شود، آنها با هم همسطح هستند. اگر خطوط موازی باشند یا یکدیگر را قطع کنند این اتفاق می‌افتد. به دو خطی که همسطح نیستند، خطوط متنافر گفته می‌شود.
هندسه فاصله یک روش حل برای مسئله تعیین همسطح بودن مجموعه‌ای از نقاط با دانستن تنها فواصل بین آنها ارائه می‌دهد.

## ویژگی‌های یک صفحهٔ سه بعدی
در یک صفحهٔ سه بعدی، دو بردار مستقل خطی که نقطه شروع یکسانی دارند، صفحه‌ای را از آن نقطه تعریف می‌کنند. ضرب ضربدری (تقاطع) آنها بردار نرمال برای آن صفحه است و هر بردار عمود بر این ضرب متقاطع از طریق نقطه مبدأ در همان صفحه است. این منجر به آزمون اشتراک گذاری سطح بعدی با استفاده از «محصول سه‌گانه غیر برداری» می‌شود:
چهار نقطهٔ مشخصِ x1, x2, x3, x4, اگر و تنها اگر همسطح باشند:
{\displaystyle [(x_{2}-x_{1})\times (x_{4}-x_{1})]\cdot (x_{3}-x_{1})=0.}
که برابر است با:
{\displaystyle (x_{2}-x_{1})\cdot [(x_{4}-x_{1})\times (x_{3}-x_{1})]=0.}